# Teodolinda Rosa Rodrigues Coelho

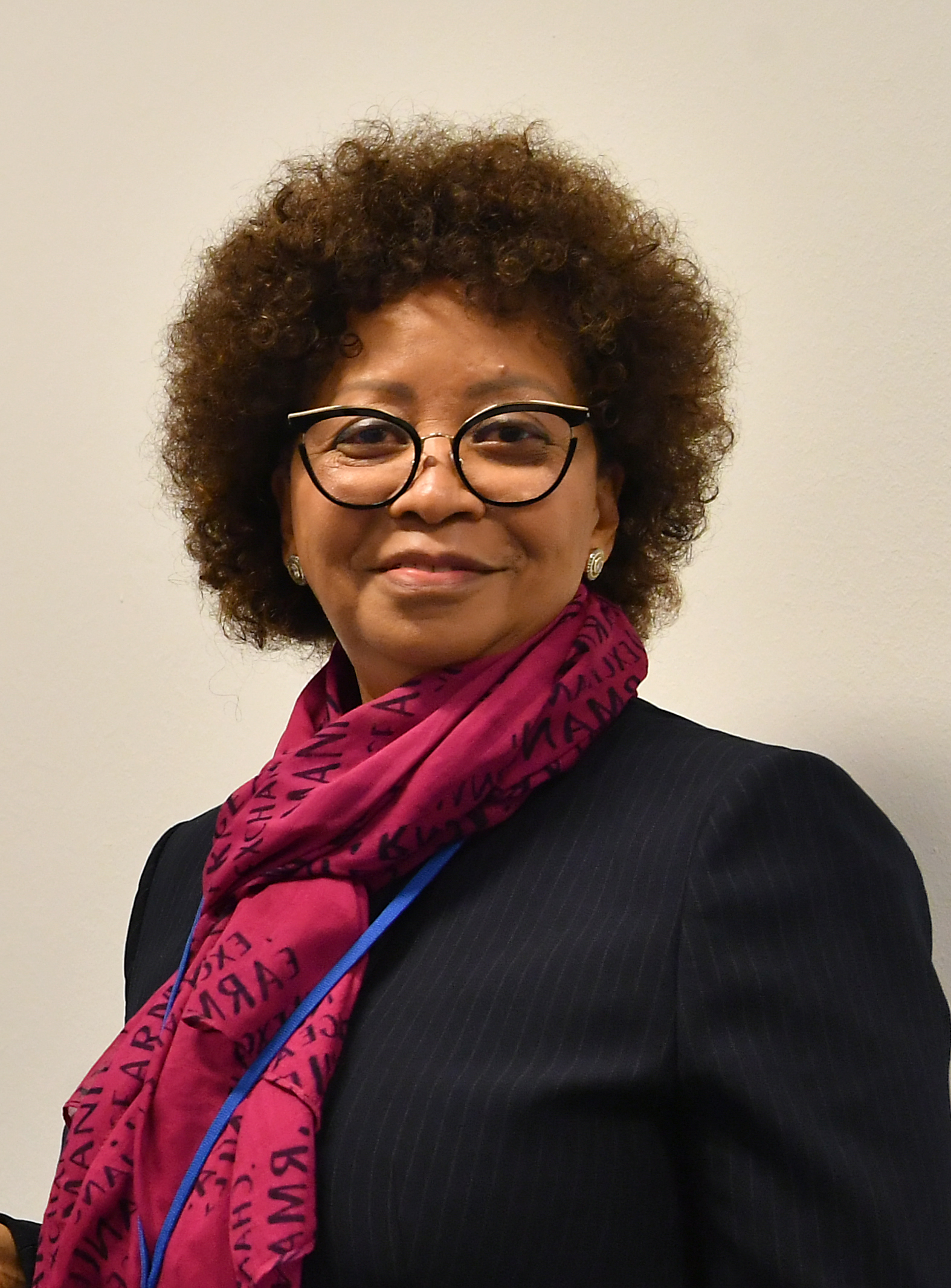
Teodolinda Rosa Rodrigues Coelho (2020)

Teodolinda Rosa Rodrigues Coelho (* 2. August 1959) ist eine angolanische Diplomatin.

## Werdegang
Teodolinda Rosa Rodrigues Coelho studierte Recht an der Universidade Agostinho Neto in Luanda und schloss das Studium 1989 ab.
Sie begann ihre Karriere als Beamtin in der Exportabteilung des Außenhandelsministeriums und arbeitete dort von 1977 bis 1980. Anschließend war sie im Planungsbüro des Ministeriums für Provinzkoordination tätig, wo sie bis 1989 blieb. Von 1989 bis 1993 war sie als diplomatische Attachée in der Direktion für Recht und konsularische Angelegenheiten im Außenministerium angestellt. 1993 war sie Zweite Botschaftssekretärin an der angolanischen Botschaft in Brasilien. Von 1994 bis 2000 war sie Zweite Botschaftssekretärin an der angolanischen Botschaft in Botswana. 2000 wurde sie zur Leiterin der Abteilung für die „Southern African Development Community“ (SADC) im Außenministerium ernannt, wo sie bis 2003 blieb. Von 2003 bis 2010 war sie Beraterin des Außenministers und Leiterin der Ständigen Vertretung Angolas bei den Vereinten Nationen in New York City, wo sie für die Gemeinschaft der Portugiesischsprachigen Länder (CPLP), die SADC und die Blockfreie Bewegung (NAM) verantwortlich war. 2010 war sie für die Europa-Abteilung im angolanischen Außenministerium zuständig und von 2016 bis 2018 für die Amerikabateilung. Seit 2018 ist sie angolanische Botschafterin in Österreich, Kroatien, Slowenien, der Slowakei und Ständige Vertreterin bei den Vereinten Nationen in Wien.